# Гексахлорополонат цезия
Гексахлорополона́т це́зия — неорганическое соединение,
комплексный хлорид полония и цезия
с формулой Cs2[PoCl6],
жёлтые кристаллы.

## Получение
- Упаривание смеси растворов тетрахлорида полония и хлорида цезия:

{\displaystyle {\mathsf {PoCl_{4}+2CsCl\ {\xrightarrow {}}\ Cs_{2}[PoCl_{6}]}}}

## Физические свойства
Гексахлорополонат цезия образует жёлтые кристаллы
кубической сингонии,
пространственная группа F m3m,
параметры ячейки a = 1,059 нм, Z = 4,
структура типа гексахлороплатинат аммония (NH4)2[PtCl6]
.